# Радіологічна війна

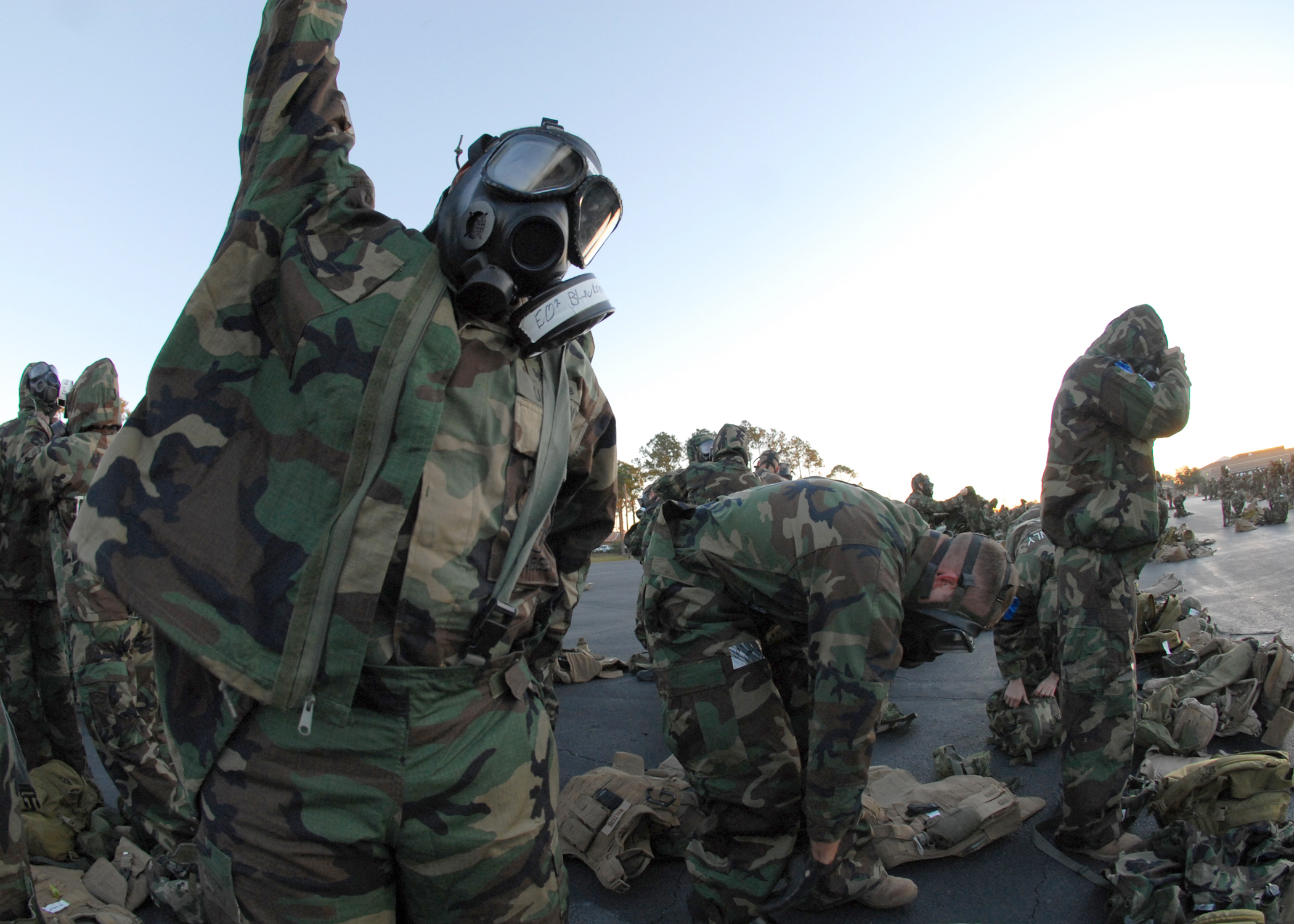
Морські бджоли ВМС США в костюмах NBC під час навчань ХБРЯ захисту в 2008 році

Радіологічна війна (англ. Radiological warfare) — будь-яка форма війни, яка передбачає навмисне радіаційне отруєння або зараження території радіоактивними джерелами.
Радіологічну зброю зазвичай класифікують як зброю масового знищення (ЗМЗ), хоча радіологічна зброя також може бути конкретною, проти кого вона спрямована, наприклад, радіаційне отруєння Олександра Литвиненка ФСБ Росії за допомогою радіоактивного полонію-210. Також отруєння Сергія Скрипаля 4 березня 2018 в Солсбері та отруєння Олексія Навального 20 серпня, 2020 бойовою речовиною Новичок. 
Численні країни висловили зацікавленість у програмах створення радіологічної зброї, кілька активно їх реалізували, а три провели випробування радіологічної зброї.

## Брудні бомби
Набагато менш технологічна радіологічна зброя, ніж розглянута вище, — це «брудна бомба» або радіологічний розсіювальний пристрій, метою якого є розсіювання радіоактивного пилу над територією. Викид радіоактивного матеріалу може не включати жодної спеціальної «зброї» або побічних сил, як-от вибух, і не включати прямого вбивства людей від його джерела випромінювання, а скоріше може зробити цілі території чи споруди непридатними або несприятливими для підтримки людського життя. Радіоактивний матеріал може повільно розсіюватися на великій площі, і жертвам може бути важко спочатку знати, що така радіологічна атака здійснюється, особливо якщо детектори радіоактивності не встановлені заздалегідь. 
Радіологічна війна з брудними бомбами може бути використана для ядерного тероризму, поширюючи або посилюючи страх. Стосовно цієї зброї національні держави також можуть поширювати чутки, дезінформацію та страх.
У липні 2023 року і Україна, і Росія звинуватили одна одну в підготовці розбомбити Запорізьку АЕС в Україні, щоб використати атомні реактори як брудні бомби. Однак захисні оболонки, що оточують сучасні ядерні реактори, і конструкції реакторів можуть обмежити радіоактивний викид таких бомб.

## Дивись також
- Зброя заперечення території
- Збіднений уран
- Нейтронна бомба
- Випалена земля і «Солення землі»
- Ясер Арафат § Теорії про причину смерті